# NGC 2294
NGC 2294 ist eine elliptische Galaxie vom Hubble-Typ E6 im Sternbild Zwillinge auf der Ekliptik. Sie ist schätzungsweise 228 Millionen Lichtjahre von der Milchstraße entfernt.
Das Objekt wurde am 22. Februar 1849 von George Johnstone Stoney entdeckt.